# Глюкофон
Глюкофон, язычковый барабан — ударный музыкальный инструмент, металлофон. Имеет множество вариантов настройки — мажорные, минорные, интегральные, пентатонические лады; и различное количество извлекаемых звуков, зависящее от количества язычков на нём.
В Европе и Америке его называют hapi drum, steel tongue drum, tank drum, rain drum. Изначально барабан делали из газового баллона.
Первые видеозаписи с глюкофоном появляются в 2005—2007 годах, когда популярный перкуссионист Felle Vega презентовал первый прототип под названием «Tambiro». Это был обычный пропановый баллон с лепестками-прорезями на боках. Позже инструмент стали делать на торцах баллона.
Инструмент состоит из двух чаш, на одной из которых расположены лепестки (язычки барабана), а на другой — резонирующее отверстие. Каждая чаша настраивается нужным образом для придания необходимого чистого и богатого обертонами звучания. Возможны различные модификации: изменение геометрии ударных элементов, изменение объёма инструмента и толщины стенки корпуса. Ноты на глюкофоне зачастую подобраны так, что сфальшивить невозможно — любая последовательность нот звучит гармонично.